# Ассам
Ассам (асс. অসম, бенг. আসাম, гінді असम, англ. Assam) — штат у північно-східній Індії. Столиця — Діспур.

## Господарство
У штаті виробляється половина вирощуваного в Індії чаю і половина нафти, що добувається, а також рис, джут, цукор, бавовна, вугілля.

## Історія
Після вторгнення бірманців у 1826 Англія взяла контроль над Ассамом і зробила його окремою провінцією в 1874, що входить у домініон Індію, крім деяких мусульманських районів, що відійшли до Пакистану в 1947.
Етнічні безладдя почалися в 1960-х, коли асамська мова була оголошена державною. Після виступів райони Гаро, Кхасі і Джайнтія стали штатом. Мегалая в 1971, район Мізо став Союзною територією Мізорам у 1972. Там відбулися масові убивства мусульман індусами в 1983. 
У 1987 члени етнічної групи Бодо почали сепаратистську війну. Пряме правління було введено індійським урядом в листопаді 1990. 
У березні 1991 повідомлялося, що Об'єднаний фронт визволення Ассаму, що діє в джунглях Міанмара, винен у 97 убивствах, переважно політиків, з 27 листопада 1990.

## Населення
- 24,295 млн осіб (1991)
- 26,638 млн осіб (2001), з них 12 млн ассамців (індусів), 5 млн. бенгальців (в основному іммігрантів-мусульман з Бангладеш), непальців і 2 млн інших (християн та ін.).